# Danielzinho
Daniel Sampaio Simões, meglio noto come Danielzinho (Rio de Janeiro, 11 gennaio 1996), è un calciatore brasiliano, centrocampista del CRB.

## Caratteristiche tecniche
È un trequartista.

## Carriera
Cresciuto nel settore giovanile del Fluminense, ha esordito in prima squadra il 27 gennaio 2016 in occasione di un match di Copa Sul-Minas-Rio perso 1-0 contro l'Atlético Paranaense.

## Palmarès

### Club

#### Competizioni statali
- Copa do Nordeste: 1

Bahia: 2021
- Campionato Alagoano: 1

CRB: 2025

#### Competizioni internazionali
- Coppa Libertadores: 1

Fluminense: 2023